# Pristimantis sagittulus
Pristimantis sagittulus är en groddjursart som först beskrevs av Lehr, Aguilar och William Edward Duellman 2004.  Pristimantis sagittulus ingår i släktet Pristimantis och familjen Strabomantidae. Inga underarter finns listade i Catalogue of Life.